# Борисенко, Евгений Михайлович
Евге́ний Миха́йлович Брисе́нко (род. 7 июня 1945, Ясенская, Краснодарский край) — советский легкоатлет, специалист по бегу на короткие дистанции. Выступал за сборную СССР по лёгкой атлетике в конце 1960-х — начале 1970-х годов, обладатель серебряной медали чемпионата Европы, чемпион Европы в помещении, победитель первенств всесоюзного и республиканского значения. Мастер спорта СССР международного класса. Также известен как тренер и спортивный функционер. Заслуженный тренер России.

## Биография
Евгений Брисенко родился 7 июня 1945 года в станице Ясенская Ейского района Краснодарского края. Отец — донской казак, мать так же имеет казачьи корни.
Начал заниматься лёгкой атлетикой в 1965 году, состоял в спортивных обществах «Спартак» (Краснодар) и «Динамо» (Горький). Был подопечным заслуженного тренера РСФСР Ефима Моисеевича Кауфмана.
Впервые заявил о себе на всесоюзном уровне в сезоне 1967 года, когда на чемпионате страны в рамках IV летней Спартакиады народов СССР в Москве с командой РСФСР завоевал бронзовую награду в эстафете 4 × 400 метров.
В 1969 году на чемпионате СССР в Киеве стал бронзовым призёром в зачёте бега на 400 метров. Попав в состав советской сборной, выступил на чемпионате Европы в Афинах, где вместе с соотечественниками Борисом Савчуком, Юрием Зориным и Александром Братчиковым выиграл серебряную медаль в эстафете 4 × 400 метров, уступив только команде Франции.
В 1970 году в эстафете 4 × 400 метров одержал победу на чемпионате Европы в помещении в Вене, выиграл серебряные медали на Кубке Европы в Стокгольме и на Универсиаде в Турине. На чемпионате СССР в Минске получил серебро в дисциплине 400 метров и бронзу в эстафете.
В 1971 году взял бронзу на дистанции 400 метров на зимнем чемпионате СССР в Москве, стал серебряным призёром в эстафете 4 × 400 метров на чемпионате Европы в помещении в Софии. На чемпионате страны в рамках V летней Спартакиады народов СССР в Москве завоевал серебряную и золотую награды в беге на 400 метров и в эстафете соответственно. Стартовал в тех же дисциплинах на чемпионате Европы в Хельсинки, но попасть здесь в число призёров не смог.
На чемпионате СССР 1972 года в Москве стал бронзовым призёром в эстафете 4 × 400 метров.
В 1973 году в дисциплине 400 метров выиграл бронзовую медаль на зимнем чемпионате СССР в Москве.
За выдающиеся спортивные достижения удостоен почётного звания «Мастер спорта СССР международного класса» (1971).
Окончил Кубанский государственный университет. Впоследствии проявил себя на тренерском поприще, работал тренером-преподавателем в Училище олимпийского резерва № 1 в Нижнем Новгороде, занимал должность председателя Нижегородской областной федерации лёгкой атлетики. Среди его воспитанников такие известные легкоатлеты как В. Шишкин, Д. Васильев, Л. Абрамова, В. Ворончихин, М. Иванов, Н. Турыгин, С. Блинов и др. Заслуженный тренер России.